# Gonçalo Trastamires da Maia
Gonçalo Trastamires da Maia (também grafado Trastamariz) (ca. 1000 - Avioso, Maia, 1 de setembro de 1038) foi um notável prócer dos sécs. X-XI, da linhagem dos da Maia. Foi o segundo Senhor desta terra e um dos conquistadores do Castelo de Montemor-o-Velho, a 12 de novembro de 1034, sendo nomeado o seu governador e fronteiro-mor.

## Biografia
Gonçalo era filho de Trastamiro Aboazar, senhor da Maia, e de Dórdia Soares, irmã de Sarracino Soares.
Segundo os livros de linhagens, descenderia por via bastarda da casa real leonesa, uma vez que o Livro Velho de Linhagens atribuía a paternidade de Aboazar, seu avô, a Ramiro II de Leão.

### Administração política e gestão de bens pessoais
Por direitos de linhagem, sucedeu ao seu pai na administração das tenências da Maia, Refoios e Faria, provavelmente subordinado aos condes portucalenses Nuno Alvites, a sua esposa Ilduara Mendes e o filho de ambos, Mendo Nunes.
A sua autoridade nestas regiões faz-se notar num documento de 1032, no qual, estando no Mosteiro de Leça do Balio, lhe coube a tarefa de decidir uma questão de haveres entre o Mosteiro de Vacariça e certos indivíduos, leigos e clérigos. Parece ter feito ainda uma doação de certos bens ao Mosteiro de S. Pedro de Ferreira, em Paços de Ferreira.

### Atividade bélica
Gonçalo, como a maioria da nobreza de então tinha as suas atenções voltadas para a Reconquista cristã, a Sul, e é durante esta empresa que se destaca na tomada do castelo de Montemor-o-Velho aos mouros, a 14 de outubro de 1034. Aproveitando um momento favorável da reconquista, é provável que tenha libertado do jugo mouro não só este castelo, mas também uma série de povoações no litoral entre os rios Vouga e Mondego, deixando porém Coimbra (perdida após a conquista de 987) ainda sob poder mouro. Coimbra seria definitivamente conquistada somente trinta anos depois.

### Morte e posteridade
As circunstâncias da sua morte são duvidosas: por um lado, Gonçalo pode ter acabado vítima de uma conspiração moura que terá surgido em Lamego, na sequência da conquista de 1034. Os conspiradores tê-lo-ão cercado e morto no paço senhorial de Avioso, a 1 de setembro de 1038. Por outro, pode ter falecido em combate, a defender o Castro de Santa Maria, de Avioso.

## Matrimónio e descendência
Gonçalo foi casado com Unisco Fernandes, filha do conde Fernando Dias[a] de quem teve a seguinte descendência:
- Mendo Gonçalves da Maia,[3]  3.º Senhor da Maia (m. 26 de novembro 1065),[7] casou com Leodegúndia Soares Tainha,[3]  filha de Soeiro Godins, "o da Várzea" e de Leodegúndia Tainha.
- Ermesenda Gonçalves da Maia.
- Gontinha Gonçalves da Maia, casada com Egas Gomes de Sousa, senhor de Sousa, de Novelas e de Felgueiras.
- Toda Gonçalves da Maia, a esposa de Paio Gonçalves, descendente do conde Gonçalo Moniz.[2]
- Gontrode Gonçalves da Maia, esposa de Honorigo Gonçalves.[8]